# Hélier de Carteret
Ne doit pas être confondu avec Hellier de Carteret.
Hélier de Carteret (1477–1578), membre de la seigneurie de Saint-Ouen à Jersey. Il est un descendant de la puissante famille Carteret. Il fut bailli de l'île de Jersey.
Hélier de Carteret fut bailli pour la première fois de 1514 à 1523. Il fut de nouveau bailli entre 1525 et 1561. 
Vers  1525, en raison de la crainte de l'extension de la peste, qui a dévasté l'île de Jersey. À l’apparition du fléau, le bailli de l’île, Hélier de Carteret, suivi des membres de la cour, des marchands et des bourgeois de la capitale Saint-Hélier, émigra au village de Grouville à Jersey. Il fait brûler les actes publics et documents administratifs des États de Jersey, en conformité avec une idée qui prévalait alors, mais erronée, que le papier et le parchemin étaient des moyens faciles de propagation et d'infection de la peste; une circonstance qui peut expliquer la rareté des documents médiévaux de l'île, c’était détruire d’un coup l’histoire entière du pays et qui forme souvent un obstacle insurmontable à l'état d'avancement de l'histoire locale et généalogiste.
Il est parfois numéroté Hellier I de Carteret en raison de son gendre qui portait le même prénom et patronyme Hellier de Carteret. 
Hélier se marie avec Margaret Dumaresq, veuve de Clement Dumaresq. Ils ont deux enfants, Margaret et Édouard (1521-1601), futur procureur de Jersey et de Sercq. Il aura également une liaison avec Jehanne Colles avec laquelle il aura un fils illégitime, Édouard (1518-1601). 
En 1552, il marie sa fille Margaret de Carteret à son cousin Hellier de Carteret, premier seigneur de Sercq, île que ce dernier reçut de la reine d'Angleterre en 1563 en échange de le peupler.